# Медведь (спецподразделение)
Отдел специального назначения «Медведь» (до 1998 года отряд специального назначения «Медведь») — спецподразделение Главного управления Федеральной службы исполнения наказаний России по Пермскому краю. Образовано 6 февраля 1991 года.

## История
Отряд специального назначения «Медведь» был создан приказом УВД Пермской области РСФСР № 07 от 6 февраля 1991 года при Службе исправительных дел и социальной реабилитации. Спецподразделение, действующее в настоящее время в системе ФСИН (ГУФСИН России по Пермскому краю), занимается борьбой против преступников, предотвращением попыток групповых нарушений общественного порядка, охраной сотрудников учреждений пенитенциарной системы членов их семей, розыском и задержанием бежавших из мест лишения свободы лиц, а также предотвращением захвата заложников. Также бойцы входят в особый караул, конвоирующий приговорённых к пожизненному лишению свободы.
Бойцы отдела специального назначения «Медведь» участвовали в 33 служебных командировках, большая часть из которых имела место на Северном Кавказе (в Чечне и Дагестане). Помимо этого, они участвовали в операциях в некоторых колониях. Так, 10 мая 2015 года в исправительной колонии города Салават (Башкирия) более 100 осуждённых подняли бунт, 12 из которых забаррикадировались на крыше одного из отрядов, призывая к массовым беспорядкам и неповиновению: в бунте всего участвовали 1200 человек. В Башкирию экстренно прибыли бойцы отдела специального назначения «Медведь», которые пробыли несколько дней в колонии, подавляя бунт.
В 2018 году в исправительной колонии № 37 Чусовского района, в которой сидели бывшие сотрудники правоохранительных органов и органов юстиции, заключённые подняли бунт против администрации, требуя встречи с прокурором. Для пресечения беспорядков также привлекались сотрудники отдела специального назначения. 17 января 2019 года сотрудник отдела специального назначения Олег Изгагин руководил операцией по спасению людей из горящего офисного центра в Перми по улице Монастырской: среди спасённых была беременная женщина, родившая девочку через несколько часов.

## Личный состав
База отряда спецназа ГУФСИН «Медведь» находится рядом с мужской колонией № 29. Штатная численность отряда составляла 156 человек в 2007 году, 143 человека в 2012 году, 104 человека в 2019 году и 97 бойцов в 2020 году. Командиром отдела в 2020 году был полковник внутренней службы Иван Волков, занимавший пост до 12 ноября 2021 года. Заместителем командира на 2019 год был Олег Тупицын. Начальник 2-го штурмового отделения — подполковник внутренней службы Александр Пашков, прослуживший по состоянию на 2019 год почти 20 лет. В структуре отряда в разные годы было от 3 до 7 штурмовых отделений.
Многие бойцы были отмечены государственными и ведомственными наградами: по состоянию на 2007 год 36 человек были удостоены «крапового берета», в 2012 году упоминалась цифра в 26 человек, в 2019 году в отряде несли службу 13 таких бойцов, в 2020 году — 10 человек. В частности, трое бойцов сдали экзамен на краповый берет в 2012 году, а еще двое в 2014 году.

## Отбор и обучение
Отбор бойцов в отряд ведётся по физическим и психическим данным: кандидаты проходят психолога, а затем сдают физические нормативы и врачебно-военную комиссию. Среди физических нормативов — бег на 5 км, не менее 18 подтягиваний, челночный бег и тест Купера, сдаваемые за один день. После этого следует спецпроверка. Каждый принятый боец проходит трёхмесячный испытательный срок. Ранее в отряде был также спарринг в виде поединка в свободной форме, однако они остались только на экзамене на краповый берет (ранее он также проходил в Перми).
Служба для отряда начинается в 9 утра с построения и переклички. Спецназовцы каждое утро совершают пробежку в 3 км до лыжной базы «Динамо», а затем проходят полосу препятствий, включающую двухметровый забор, импровизированную стену из цепей и старых шин, лабиринт из шин и разрушенный мост. Приёмы самообороны и физической подготовки оттачиваются в спортивном зале. Тренировки штурма зданий проходят в пожарной части в недостроенной пятиэтажке, также использующейся и пожарными для тренировок тушения горящих зданий. Для психологической подготовки бойцы также учатся оперативно реагировать при проезжающем над ними БТР.

## Скандалы
1 декабря 2021 года против бывшего командира отдела специального назначения полковника Ивана Волкова в Мотовилихинский районный суд Перми поступило ходатайство Следственного комитета России о возбуждении уголовного дела по факту превышения должностных полномочий. Волкова обвиняли в том, что он с 1 ноября 2016 по 31 августа 2017 года требовал от 8 своих бойцов премиальные и присваивал себе эти деньги: суммарно ему приписывается присвоеное 221 тысячи рублей. 9 декабря того же года суд отказался прекращать уголовное преследование с назначением судебного штрафа, а 3 февраля 2022 года стало известно о возвращении уголовного дела в СКР для дальнейшего расследования.